# Чулаківська сільська рада
Чулакі́вська сільська́ ра́да — адміністративно-територіальна одиниця та орган місцевого самоврядування в Голопристанському районі Херсонської області. Адміністративний центр — село Чулаківка.

## Загальні відомості
- Територія ради: 7,045 км²
- Населення ради: 3 087 осіб (станом на 2001 рік)

## Населені пункти
Сільській раді підпорядковані населені пункти:
- с. Чулаківка

## Склад ради
Рада складається з 20 депутатів та голови.
- Голова ради: Корольова Світлана Володимирівна
- Секретар ради: Мусієнко Олександр Олександрович

### Керівний склад попередніх скликань
| Прізвище, ім'я, по батькові      | Основні відомості                                                         | Дата обрання | Дата звільнення |
| -------------------------------- | ------------------------------------------------------------------------- | ------------ | --------------- |
| Лук'яненко Віктор Іванович       | Сільський голова, 1951 року народження, безпартійний                      | 26.03.2006   | 31.10.2010      |
| Корольова Світлана Володимирівна | Сільський голова, 1970 року народження, освіта вища, член Партії регіонів | 31.10.2010   |                 |

Примітка: таблиця складена за даними сайту Верховної Ради України

### Депутати
За результатами місцевих виборів 2010 року депутатами ради стали:

#### За суб'єктами висування
| Суб'єкт висування | Кількість обраних депутатів | %  |
| ----------------- | --------------------------- | -- |
| Самовисування     | 13                          | 65 |
| Партія регіонів   | 5                           | 25 |
| Народна партія    | 2                           | 10 |

#### За округами
| № округу        | Прізвище, ім'я, по батькові      | Дата визнання обраним | Освіта             | Партійна приналежність | Відомості про обраного депутата                        |
| --------------- | -------------------------------- | --------------------- | ------------------ | ---------------------- | ------------------------------------------------------ |
| Народна Партія  |                                  |                       |                    |                        |                                                        |
| 3               | Табакарь Алла Олександрівна      | 02.11.2010            | вища               | член Народної партії   | Чулакіська загальноосвітня школа, вчитель              |
| 18              | Касіч Олександр Миколайович      | 02.11.2010            | середня спеціальна | член Народної партії   | Чулаківське лісництво, майстер лісу                    |
| Партія регіонів |                                  |                       |                    |                        |                                                        |
| 1               | Водовоз Василь Григорович        | 02.11.2010            | вища               | член Партії регіонів   | ТОВ Теплотехніка, оператор автозаправної станції       |
| 5               | Шевченко Валентин Миколайович    | 02.11.2010            | середня            | член Партії регіонів   | Домашнє підсобне господарство                          |
| 11              | Соловйов Олег В'ячеславович      | 02.11.2010            | середня спеціальна | член Партії регіонів   | Домашнє підсобне господарство                          |
| 12              | Руденко Тетяна Григорівна        | 02.11.2010            | вища               | член Партії регіонів   | Чулакіська загальноосвітня школа, вчитель              |
| 16              | Оберемок Юрій Григорович         | 02.11.2010            | середня спеціальна | член Партії регіонів   | ПСП «Батьківщина», заступник директора                 |
| Самовисування   |                                  |                       |                    |                        |                                                        |
| 2               | Лісніченко Олександр Григорович  | 02.11.2010            | середня            | позапартійний          | ПП «Александр А.Синенко», водій                        |
| 4               | Батюта Валерій Іванович          | 02.11.2010            | вища               | позапартійний          | Чулаківська електро-підстанція, черговий електромонтер |
| 6               | Мороз Інна Миколаївна            | 02.11.2010            | вища               | позапартійна           | Чулакіська загальноосвітня школа, техпрацівник         |
| 7               | Ларченко Валентина Феліксівна    | 02.11.2010            | середня спеціальна | позапартійна           | ПП «Александр А.Синенко», працівник                    |
| 8               | Шацилло Алла Павлівна            | 02.11.2010            | вища               | позапартійна           | ПП «Александр А.Синенко», бухгалтер                    |
| 9               | Кардавар Микола Федорович        | 02.11.2010            | вища               | позапартійний          | Чулакіська загальноосвітня школа, вчитель хімії        |
| 10              | Мусієнко Світлана Павлівна       | 02.11.2010            | середня спеціальна | позапартійна           | Чулаківська сільська рада, касир                       |
| 13              | Клюуевський Віктор Іванович      | 02.11.2010            | середня спеціальна | позапартійний          | Домашнє підсобне господарство                          |
| 14              | Мусієнко Олександр Олександрович | 02.11.2010            | вища               | позапартійний          | Домашнє підсобне господарство                          |
| 15              | Киселюк Лев Олексійович          | 02.11.2010            | середня            | позапартійний          | приватний підприємець                                  |
| 17              | Вовченко Тетяна Григорівна       | 02.11.2010            | вища               | позапартійна           | приватний підприємець                                  |
| 19              | Чирва Іван Іванович              | 02.11.2010            | середня спеціальна | позапартійний          | приватний підприємець                                  |
| 20              | Чирва Іван Іванович              | 02.11.2010            | середня спеціальна | позапартійний          | приватний підприємець                                  |

## Населення
Згідно з переписом УРСР 1989 року чисельність наявного населення сільської ради становила 3009 осіб, з яких 1442 чоловіки та 1567 жінок.
За переписом населення України 2001 року в сільській раді мешкала 3051 особа.

### Мова
Розподіл населення за рідною мовою за даними перепису 2001 року:
| Мова       | Відсоток |
| ---------- | -------- |
| українська | 93,88 %  |
| російська  | 5,44 %   |
| білоруська | 0,26 %   |
| молдовська | 0,19 %   |
| вірменська | 0,06 %   |